# Nikola Soldo
Nikola Soldo (ur. 25 stycznia 2001 w Stuttgarcie) – chorwacki piłkarz, grający na pozycji środkowego obrońcy w NK Lokomotiva Zagrzeb. Młodzieżowy reprezentant kraju.

## Klub

### Jako junior
Zaczynał karierę w Dinamie Zagrzeb, gdzie grał do 2010 roku. Wtedy trafił do innego klubu ze stolicy Chorwacji – NK Lokomotiva Zagrzeb. Grał tam przez rok. W 2011 roku zmienił klub na NK Zagreb. Dwa lata później został graczem NK HAŠK. W 2014 roku został zawodnikiem NK Ravnice. W 2015 roku trafił do Interu Zaprešić.

### Inter Zaprešić
W 2019 roku został włączony do pierwszej drużyny Interu Zaprešić. W niej zadebiutował 16 sierpnia 2019 roku w meczu przeciwko Dinamowi Zagrzeb (1:2 dla klubu ze stolicy kraju). W swoim debiucie Soldo zagrał cały mecz. Pierwszą bramkę strzelił 24 listopada 2019 roku w meczu przeciwko HNK Rijeka (1:4 dla Rijeki). Do siatki trafił w 91. minucie. Pierwszą asystę zaliczył 27 lutego 2021 roku w meczu przeciwko Cibalia Vinkovci. Asystował przy bramce Tomislava Mazalovicia w 21. minucie. Łącznie wystąpił w 55 spotkaniach, w których strzelił 3 gole i miał 2 asysty.

### NK Lokomotiva Zagrzeb
1 lipca 2021 roku przeszedł do NK Lokomotiva Zagrzeb. W tym zespole zadebiutował 17 lipca 2021 roku w meczu przeciwko Hajdukowi Split (2:2). W debiucie strzelił gola w 42. minucie. Pierwszą asystę zaliczył 11 marca 2022 roku w meczu przeciwko HNK Šibenik. Asystował przy golu 65. minucie, a sam do siatki trafił dwie minuty później. Łącznie do 11 lipca 2022 zagrał 31 meczów, strzelił dwa gole i miał asystę.

## Reprezentacja
Zagrał dwa mecze i miał asystę w reprezentacji U-19.
W reprezentacji U-21 ma 6 meczów i jedną bramkę (stan na 11 lipca 2022).

## Rodzina
Jego ojciec, Zvonimir, wielokrotnie reprezentował kraj. Ponadto ma dwójkę braci – Matiję i Filipa, obaj są piłkarzami.

## Statystyki kariery

### Klubowe
(aktualne na dzień 22 sierpnia 2022)
| Klub                  | Sezon              | Liga               | Liga  | Liga   | Puchar kraju | Puchar kraju | Europa | Europa | Suma  | Suma   |
| Klub                  | Sezon              | Liga               | Mecze | Bramki | Mecze        | Bramki       | Mecze  | Bramki | Mecze | Bramki |
| --------------------- | ------------------ | ------------------ | ----- | ------ | ------------ | ------------ | ------ | ------ | ----- | ------ |
| Inter Zaprešić        | 2019/20            | Prva HNL           | 27    | 1      | 1            | 0            | —      | —      | 28    | 1      |
| Inter Zaprešić        | 2020/21            |                    | 28    | 2      | 1            | 0            | —      | —      | 29    | 2      |
| Inter Zaprešić        | Łącznie            | Łącznie            | 55    | 3      | 2            | 0            | 0      | 0      | 57    | 3      |
| NK Lokomotiva Zagrzeb | 2021/22            | Prva HNL           | 31    | 2      | 2            | 0            | —      | —      | 33    | 2      |
| NK Lokomotiva Zagrzeb | 2022/23            | Prva HNL           | 6     | 0      | 0            | 0            | —      | —      | 6     | 0      |
| NK Lokomotiva Zagrzeb | Łącznie            | Łącznie            | 37    | 2      | 2            | 0            | 0      | 0      | 39    | 2      |
| Łącznie w karierze    | Łącznie w karierze | Łącznie w karierze | 92    | 5      | 4            | 0            | 0      | 0      | 96    | 5      |